# AC Marinhense
El AC Marinhense es un equipo de fútbol de Portugal que juega en el Campeonato de Portugal, tercera categoría de fútbol en el país.

## Historia
Fue fundado el 1 de enero de 1923 en la localidad de Marinha Grande del distrito de Leiría y no ha podido jugar en la Primeira Ligam aunque cuenta con más de 25 apariciones en la Liga de Honra (segunda categoría nacional) y con más de 50 apariciones en la Copa de Portugal.
En su historial han pasado la mayor parte de su historia cambiando de categorías, donde incluso registran 25 apariciones en la desaparecida Tercera División de Portugal.

## Palmarés
- AF Leiria – First Division (7): 1929–30, 1934–35, 1936–37, 1937–38, 1942–43, 2016-17, 2018-19

## Jugadores

### Jugadores destacados
- Ricardo Fernandes